# Gözlüce
Gözlüce (kurd. Heremreş) ist ein Dorf im Landkreis Kızıltepe der türkischen Provinz Mardin. Gözlüce liegt in Südostanatolien auf 460  m über dem Meeresspiegel, ca. 16 km südwestlich von Kızıltepe nahe der syrischen Grenze.
Der ursprüngliche Name der Ortschaft lautet Haramraş. Dieser Name ist kurdischer Herkunft, wird auch Heremreş geschrieben und bedeutet „Schwarzes Land“. Haramraş ist als früherer Name beim Grundbuchamt registriert.
1985 lebten 242 Menschen in Gözlüce. 2009 hatte die Ortschaft 134 Einwohner.